# Tereziin obelisk

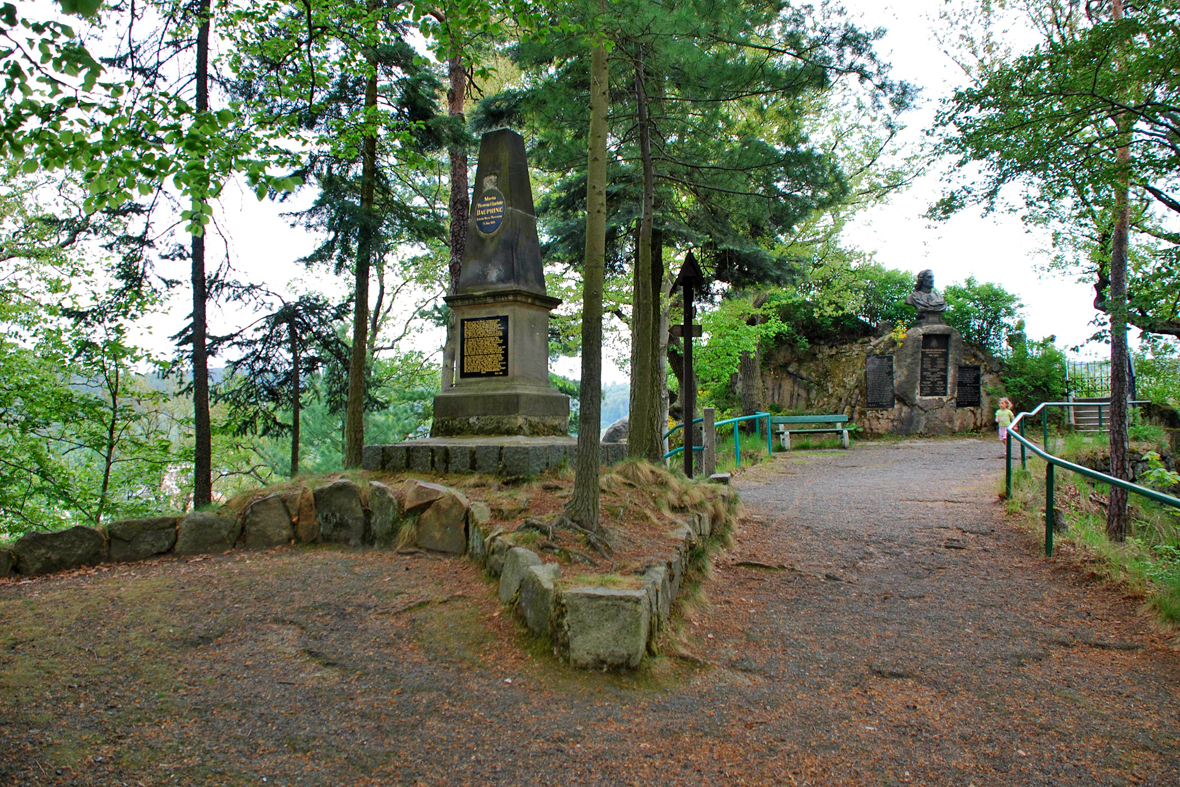
Obelisk s vycházkovými pěšinami,
v pozadí busta Petra Velikého

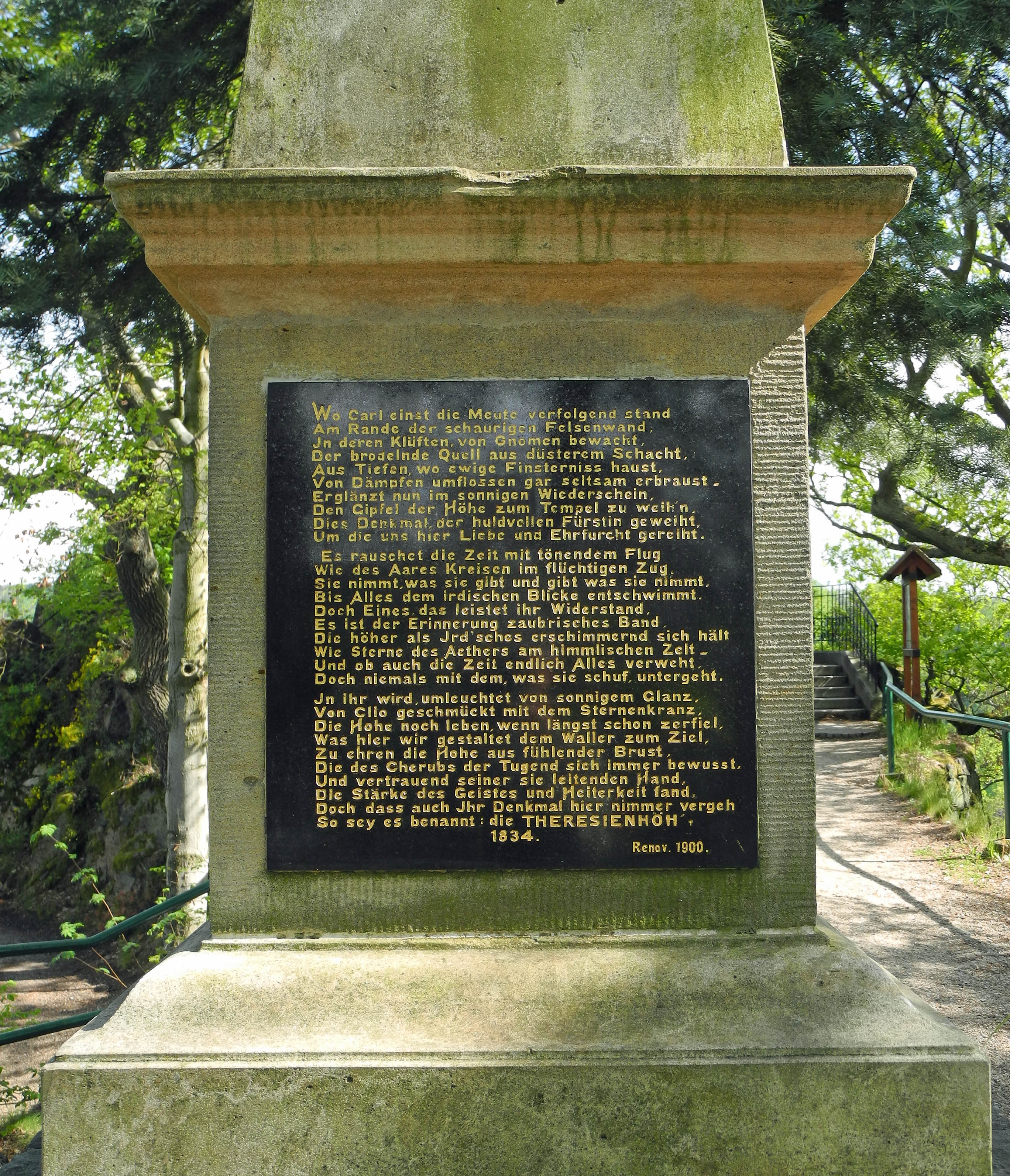
Nápisová deska s opisem básně

Tereziin obelisk je kamenný pomník v Karlových Varech. Nachází se v lázeňských lesích v blízkosti lesní restaurace Jelení skok. Vztyčen byl v roce 1834.

## Marie Terezie Charlotta d’Angouléme
Vévodkyně Marie Terezie Charlotta d’Angouléme (1778–1851) byla dcera francouzského krále Ludvíka XVI. a jeho manželky Marie Antoinetty, tedy i vnučka Marie Terezie. Karlovy Vary navštívila v dubnu roku 1833.

## Historie pomníku
Tereziin obelisk připomíná návštěvu vévodkyně Marie Terezie Charlotty d’Angouléme, která navštívila lázně v dubnu roku 1833.
Pomník byl vztyčen v roce 1834 na vyhlídkovém místě v lázeňských lesích poblíž dřevěného kříže nad Jelením skokem. Místo pak dostalo název Theresienhöhe (Tereziina výšina). Slavnostní odhalení pomníku proběhlo dne 21. června 1834 za účasti mnoha předních osobností společenského života tehdejší doby. Účastníci slavnosti dostali opis básně, která je vyryta na pamětní desce na přední straně obelisku.
První renovace pomníku proběhla v roce 1900. K další obnově došlo pak v roce 2011 v rámci rekonstrukce sousední Petrovy výšiny; provedeno společností Lázeňské lesy.

## Popis pomníku
Pískovcový obelisk v podobě komolé hladké pyramidy stojí na malém pahorku, kolem něhož vede vycházková pěšina. Na přední horní straně obelisku je umístěna černá oválná pamětní deska se zlaceným nápisem:
Maria Theresia Charlotte DAUPHINE
Enkelin Maria Theresiens
21. Juni 1834

Obelisk je umístěn na pískovcovém hranolovém podstavci s horní i spodní profilovanou krycí deskou. Podstavec stojí na dvou stupních z žulových kvádrů. Na přední spodní straně je černá obdélná nápisová deska s opisem básně vyvedeným ve zlaceném písmu:
Wo Carl einst die Meute verfolgend stand,
Am Rande der schaurigen Felsenwand,
In deren Klüften, von Gnomen bewacht,
Der brodelnde Quell aus düsterem Schacht,
Aus Tiefen, wo ewige Finsterniss haust,
Von Dämpfen umflossen gar seltsam erbraust -
Erglänzt nun im sonnigem Wiederschein,
Den Gipfel der Höhe zum Tempel zu welh’n,
Dies Denkmal, der huldvollen Fürstin geweiht,
Um die uns hier Liebe und Ehrfurcht gereiht.

Es rauschet die Zeit mit tönendem Flug,
Wie des Aares Kreisen im flüchtigen Zug,
Sie nimmt, was sie gibt und gibt, was sie nimmt,
Bis Alles dem irdischen Blicke entschwimmt -
Doch Eines, das leistet Ihr Widerstand,
Es ist der Erinnerung zaubrisches Band,
Die höher als Irdisches erschimmernd sich hält,
Wie Sterne des Aethers am himmlischen Zelt -
Und ob auch die Zeit endlich Alles verweht,
Doch niemals mit dem, was sie schuf, untergeht.

In ihr wird, umleuchtet von sonnigem Glanz,
Von Clio geschmückt mit dem Sternenkranz,
Die Höhe noch leben, wenn längst schon zerfiel,
Was hier wir gestaltet dem Waller zum Ziel,
Zu ehren die Höhe aus fühlender Brust,
Die des Cherubs der Tugend sich immer bewusst,
Und vertrauend seiner sie leitenden Hand,
Die Stärke des Geistes und Heiterkeit fand;
Doch dass auch Ihr Denkmai hier nimmer vergeh’,
So sey es benannt: die THERESIENHÖHE.
1834.
Renov. 1900.